# Tarjeta de residencia europea

La imagen del toro en las tarjetas de residencia de la UE, 2001-2020. Según la mitología griega, la princesa Europa fue secuestrada por Zeus convertido en un toro.

La tarjeta de residencia europea, conocida también como permiso de residencia o título de residencia en algunos países, es el documento de identidad que acredita la situación legal de su titular como residente de cualquiera de los Estados miembros de la Unión Europea o del espacio Schengen, cuya nacionalidad no ostenta. Como otros documentos de este tipo, la tarjeta europea recoge los datos personales, número de identidad (o de extranjero), tipo de título de residencia y su validez, entre otros.
Ya que la residencia de ciudadanos de terceros países (denominados extracomunitarios) les concede más libertad de circulación dentro del espacio Schengen y la Unión Europea, los destinatarios de la tarjeta de residencia europea a partir de 2001 son tanto residentes de países de la Unión Europea (UE) como de la Asociación Europea de Libre Comercio (AELC), que no sean ciudadanos de ninguno de estos países.
En 2020, la Unión Europea llevó a cabo una reforma importante respecto al diseño y capacidades de sus documentos de identidad, tanto los nacionales (con elementos compartidos en un diseño conocido como documento de identidad europeo) como de sus residentes no europeos. El diseño de estas últimas —como el caso del modelo anterior— fue adoptado también por los demás países del espacio Schengen (los cuatro integrantes de la AELC), siendo el actual y más actualizado modelo de esta tarjeta.

## Modelo común

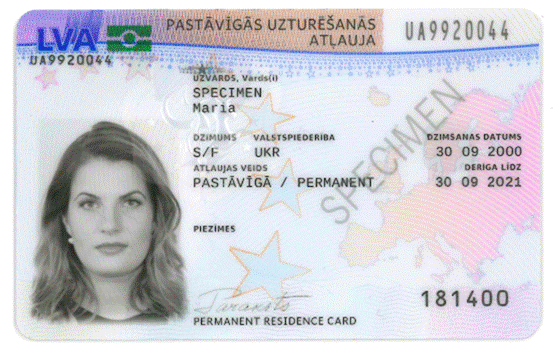
Tarjeta de residencia EU, modelo 2021, Letonia

A partir de 2001, se ha concedido a los residentes de la UE y del espacio Schengen un modelo de tarjeta unificado, adoptado cada vez por más Estados miembros (incluido el Reino Unido hasta la entrada en vigor del brexit) en un proceso que resultaba lento, paulatino y disparejo. Anteriormente a la adopción del modelo común, cada país expedía sus propios documentos, algunos en la forma de una tarjeta de plástico, otros en formato de tarjeta de papel plastificada y otros como pegatina en el pasaporte (similarmente a los visados).
Desde su concepción, la tarjeta de residencia europea se ha expedido en forma de un documento de identidad electrónico, con el propósito de facilitar el intercambio de información ente los Estados miembros y la circulación de los residentes de un Estado en otros, incluyendo el derecho al cambio de residencia (siempre y cuando se cumplieran los requisitos establecidos por la UE, como el de la residencia permanente y un contrato de trabajo firmado). Cabe mencionar que este derecho (y otros supuestos incluidos en la legislación europea) no siempre han sido respetados por los Estados miembros.
En principio, las tarjetas de residencia solo se expiden a ciudadanos extracomunitarios, mientras que los ciudadanos europeos deben identificarse con el documento de identidad de su propio país (documento nacional de identidad o pasaporte). Sin embargo, debido a la disparidad de diseños y formatos entre los documentos nacionales de identidad de los distintos Estados de la UE, algunos países expedían la tarjeta de residencia también a ciudadanos europeos (sobre todo antes de la adopción del primer modelo unificado en los años 2000). Eso ya no es posible a partir de 2021, tras la adopción por el Consejo Europeo del nuevo modelo de documento nacional de identidad de características comunes.

Conforme la legislación europea, el documento de residencia europeo no sirve por sí solo como documento de identidad de su titular (a diferencia de los documentos nacionales), sino como documento acreditativo de su situación legal, derechos y datos que las instituciones europeas han resuelto compartir entre los Estados miembros. Por tanto, en muchos casos en los se requiere la presentación de un documento de identidad (en pasos fronterizos, para trámites administrativos, etc.), siempre debe ser acompañado por el pasaporte del titular. Sin embargo, como medida para la divulgación y adopción del nuevo modelo, que reúne medidas de seguridad e identificación similares al nuevo modelo de la tarjeta de identidad europea, existen planes para facilitar el uso de la tarjeta en algunos supuestos como documento identificativo.

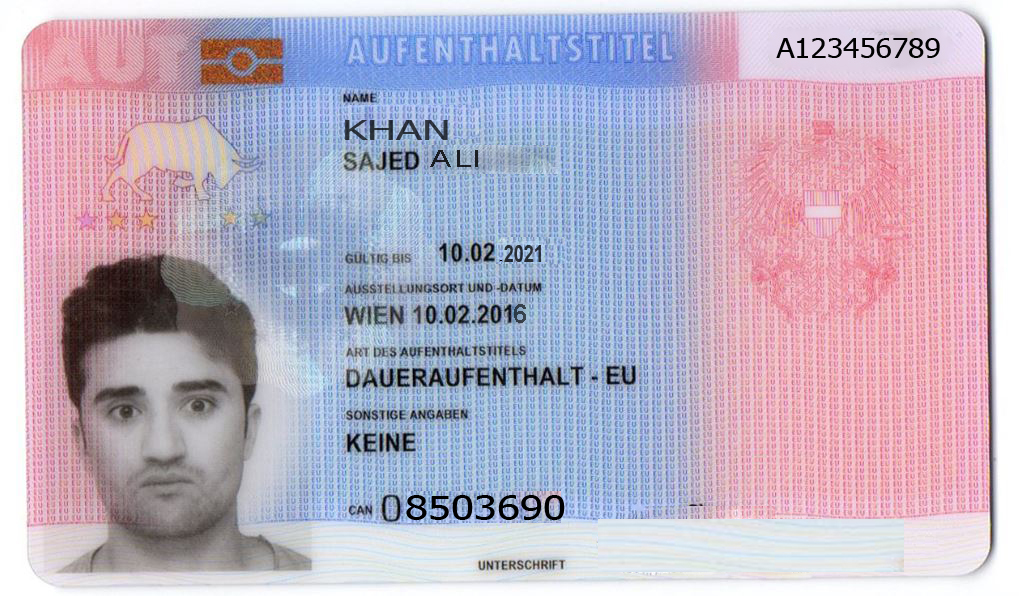
Tarjeta de residencia EU, modelo 2001 (variante 2011), Austria
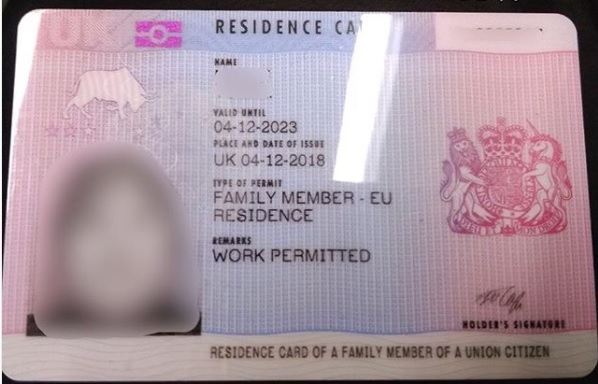
Tarjeta de residencia EU, modelo 2001 (variante 2011), Reino Unido
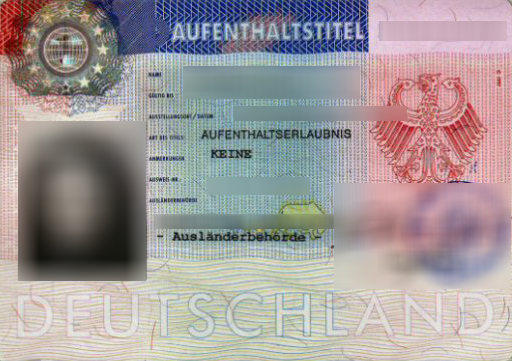
Modelo de residencia de 2001 en forma de pegatina en el pasaporte (Alemania)

#### Especificaciones
El material utilizado para esta tarjeta, equipada con los sistemas de identificación más seguros para la protección de la identidad, es el policarbonato, material especialmente adecuado para la personalización en láser (blanco y negro) y para documentos que requieran una larga vida. Su núcleo es protegido por un laminado con bandas de seguridad translúcidas y sellos de imágenes tridimendsionales, tanto comunitarios como nacionales.
La tarjeta puede incluir un chip de radiofrecuencia (una medida adoptada por algunos países, como España). Estos dispositivos incluyen en su memoria los datos biográficos del titular, así como las firmas digitales que aseguran la autenticidad de los mismos. A partir de 2011, incorporan la capacidad de almacenamiento de datos biométricos, que en la nueva tarjeta (2021) son obligatorios. La foto usada en las tarjetas debe ser compatible con los requisitos biométricos.

#### Residencia permanente
En la Unión Europea, el derecho a la residencia permanente se concede tras 5 años de residencia continua en un Estado miembro. A la hora de su tramitación, se requiere que el titular del permiso se halle en una situación fiscal y laboral acorde a los requisitos de su país de residencia. En países como España, estar registrado en el sistema de la Seguridad Social, incluidos los demandantes de empleo, es una condición contemplada dentro del derecho a la tarjeta permanente. En Alemania, en cambio, uno no puede acceder a la residencia permanente si existe dependencia del Estado para la subsistencia (por ejemplo por medio de la prestación por desempleo, conocida como Hartz IV).
A pesar del requisito de 5 años de residencia, en el caso de residentes en régimen comunitario (familiares directos de ciudadanos europeos, normalmente cónyuges), su condición de residencia permanente está ligada a la de sus familiares. Cuando aún se concedían permisos de residencia a ciudadanos de la UE, si estos últimos tuvieran la residencia permanente, también la obtendrían sus cónyuges, aunque hasta completar los 5 años de residencia, esta no servía para poder trasladarse a otro Estado miembro sin ser acompañado por el familiar europeo.

### Modelo 2001

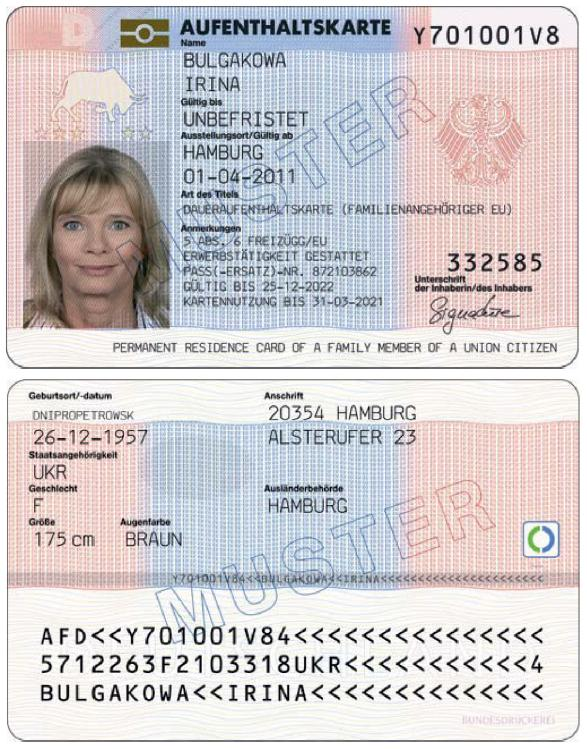
Tarjeta de residencia EU, modelo 2005, Alemania

El primer modelo europeo unificado consistía en una tarjeta de color rojiazul con una imagen del toro europeo y cinco de las estrellas de la UE, que se convirtió en un modelo emblemático, habiendo sido repartido a lo largo de dos décadas a decenas de millones de titulares, también en el Reino Unido y los países del Este de Europa (las últimas variantes de este modelo). Ya que el nuevo modelo de tarjeta (2020/21) aún está en su primera fase de concesión, este modelo todavía sigue en uso.

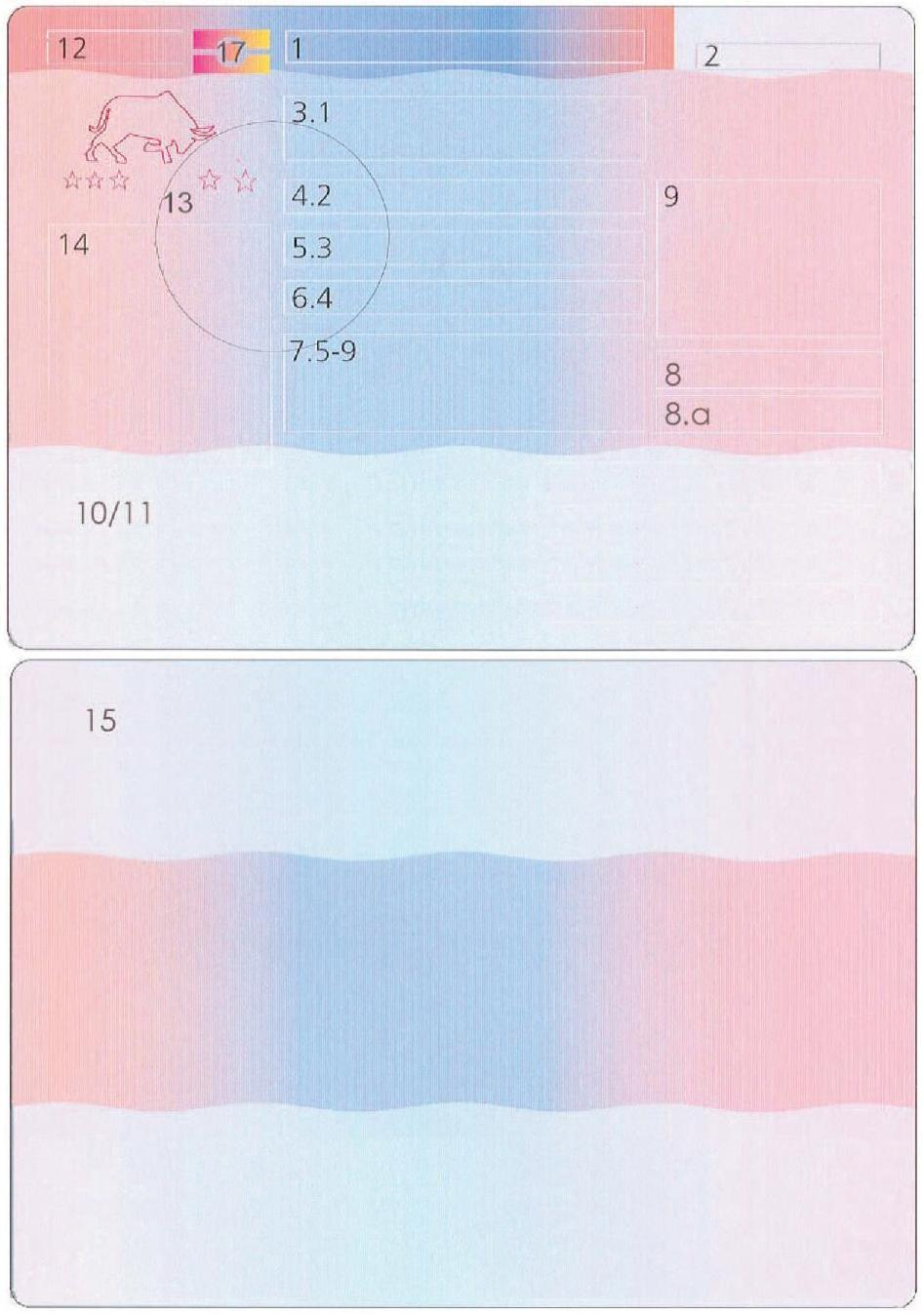
Diseño genérico de la variante 2012 de la tarjeta europea (expedida hasta 2020)

La diferencia entre las tarjetas emitidas por los distintos países radicaba en el escudo del país, el idioma usado, la información recogida (muy variada) y las medidas de seguridad aplicadas. De hecho, la autonomía que se daba a los Estados en la adopción de mecanismos de seguridad (sobre todo las primeras variantes), muchas veces acorde a su propia legislación o capacidad técnica, resultó en diferencias importantes, limitando sustancialmente la eficacia de los sistemas informáticos de seguridad fronterizos. Durante muchos años, las tarjetas de residencia, aun siendo inteligentes, sencillamente se presentaban junto al pasaporte en los puntos de control fronterizos, sin pasar por un lector de tarjetas o lector NFC. Igualmente, los servicios telemáticos correspondientes diferían sustancialmente entre los países, siendo herramientas desarrolladas a nivel nacional, y no europeo.
También los supuestos de concesión de la tarjera variaban entre los países. En España, por ejemplo, solo se expedían a los titulares de un permiso de residencia y trabajo, concediendo a los demás residentes (régimen comunitario, estudiantes y trabajadores transfronterizos) el modelo de tarjeta anterior (la plastificada), mientras que en Alemania se concedía la tarjeta europea a todos los residentes extracomunitarios, sin excepción.
Algunos países expedían el documento de residencia como pegatina en el pasaporte (modelo visado), mientras que otros usaban este formato solo para el permiso inicial, durante renovaciones o como documento interino. Por su formato, muchas veces se refería a este tipo de documentos como «visado». Sin embargo, los llamados «visados Schengen» (los que reciben en el pasaporte los nacionales de algunos países para facilitar su entrada en países del espacio Schengen) son de color verdoso, mientras que la pegatina que sirve de documento de residencia tiene el mismo diseño que la tarjeta de plástico.

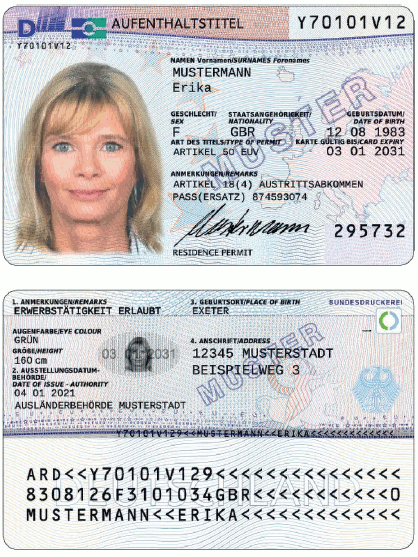
Tarjeta de residencia EU, modelo 2021, Alemania. Tanto las medidas de seguridad como el diseño del dorso comparten elementos con el documento nacional de identidad alemán.

El modelo unificado 2001-2020 ha pasado por varias actualizaciones a lo largo de los años, bien a nivel comunitario bien a nivel nacional, siempre conservando el diseño, pero empleando distintos datos y mecanismos de seguridad. La actualización más importante tuvo lugar en 2011, diez años desde la concesión de las primeras tarjetas, e incluía la incorporación de datos biométricos (aunque de acuerdo con las capacidades de los países y el tipo de datos que su legislación consentía almacenar). El diseño de la tarjeta cambió muy ligeramente, con los mismos colores en tono algo más claro y el símbolo de un documento biométrico reemplazando la banda paralelográmica situada a la izquierda del título del documento. Tanto el paralelogramo como el símbolo biométrico contienen tinta OVI que, alterando el ángulo de iluminación, cambia su color entre dorado y morado metálico.

### Modelo 2020/21
A principios de 2020, el Consejo Europeo acordó un nuevo modelo de tarjeta de residencia unificada, obligada para todos los Estados miembros, de diseño avanzado, biométrica e incorporando las últimas tecnologías en materia de seguridad. La tarjeta, que deberá ser concedida a todos los residentes de la UE/Schengen hasta 2031, y cuyo entrada en vigor ha tenido lugar entre 2020 y 2021, según qué país, está pensada además para coincidir con un sistema informático de control y vigilancia transfronterizo compartido por los Estados miembros. Aunque todas las tarjetas nuevas expedidas actualmente tienen este formato, no es obligatorio el canje del modelo anterior (pudiéndose llevar durante el período de su vigencia), por lo que este sigue siendo el más común a día de hoy.
El acuerdo sobre la nueva tarjeta de residencia coincidió con la homologación de los documentos nacionales de identidad bajo un diseño común (aunque más flexible en cuanto a adaptaciones a los requerimientos de cada país). En el caso de países como Alemania, la tarjeta nacional de identidad y la nueva tarjeta de residencia comparten elementos comunes, tanto en apariencia física como en mecanismos de seguridad adicionales. Las dos ofrecen la realización de distintos trámites en la misma web gubernamental, y hasta usando la misma aplicación móvil, recientemente salida al mercado.
La fecha de lanzamiento de la nueva tarjeta ha coincidido además con la entrada en vigor del brexit, por lo que este modelo nunca ha sido ni será concedido en el Reino Unido. Actualmente, ciudadanos británicos residentes en la UE deben portar una tarjeta de estas características.

## Estados miembros

### España

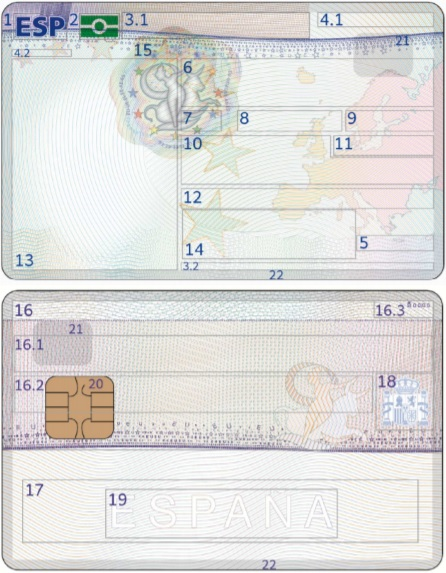
Ejemplar en blanco de la tarjeta de residencia EU, modelo 2021, España. Se puede apreciar el sello de seguridad europeo (compartido por todos los Estados) y el chip RFID en el dorso (elemento no adoptado por la mayoría de países).

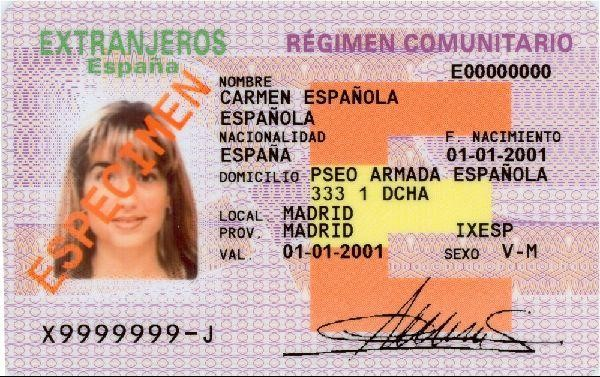
Modelo plastificado del permiso de residencia en régimen comunitario

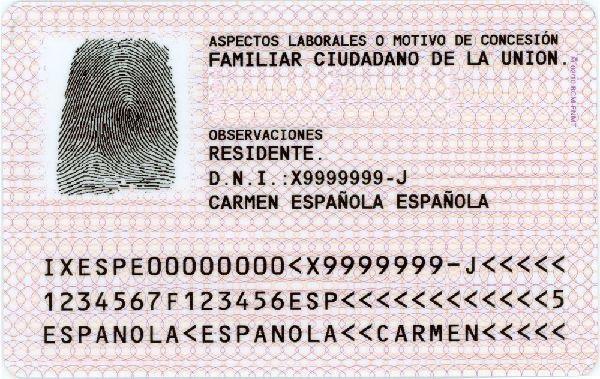
Dorso de la misma tarjeta, con la huella dactilar como elemento de identificación.

Hasta 2005, la tarjeta de residencia española contaba con un formato único para todos los modelos de residencia de cualquier extranjero, incluidos los ciudadanos europeos. Solo existían dos tarjetas de identidad a nivel nacional, a saber, el documento nacional de identidad (DNI) para los españoles y la tarjeta de identidad de extranjero (TIE) para los residentes no españoles. Se trataba en ambos casos de tarjetas plastificadas (un formato habitual de las tarjetas de identidad en aquellos años), que incluían una huella dactilar impresa en su dorso y compartían un diseño parecido, aunque con colores, imagen de fondo y título distintos.
En España es la Fábrica Nacional de Moneda y Timbre (FNMT-RCM) quien se encarga de la fabricación de la tarjeta, además de investigar y desarrollar técnicas de seguridad y fiabilidad con el fin de cumplir con los desafíos de un mercado cada vez más exigente.

#### Número de identidad de extranjero
En España, cualquier extranjero (comunitario o extracomunitario) que realiza actividades económicas o administrativas —desde trabajar hasta registrar un vehículo o adquirir propiedad inmueble— requiere de un número de identidad de extranjero (NIE), que sirve como identificador fiscal (CIF), lo mismo que el DNI para los ciudadanos españoles y el NIF en el caso de sociedades. Este número es tan usado en España para cualquier trámite, que se ha llegado a emplear el término NIE para la propia tarjeta de residencia (mucho más común en el día a día que el uso de las siglas TIE).
A pesar de este uso común, el NIE solo es el número de identificación, siendo el mismo para toda la estancia del titular en el país (no cambia en las renovaciones). Si al cabo de cierto tiempo llaga a naturalizarse, dicho número suele perder el prefijo y conservar los demás caracteres, convirtiéndose en el número de identidad del nuevo ciudadano. Tener un NIE no significa siempre tener derecho a trabajar (en el caso de ciertas categorías de formación o residencia con criterio de jubilado), lo cual consta en la tarjeta de residencia, y, de hecho, tampoco da derecho a la residencia en todos los supuestos (como en el caso de constituir una sociedad sin tener el permiso de trabajo por cuenta propia, o al comprar una propiedad por debajo del valor de 300 000 euros). En estos casos, no se concede una tarjeta de residencia ya que el titular del NIE no tiene derecho a residir en España.

#### Tipos de tarjetas
En España, las tarjetas de identidad de extranjero se dividen en cuatro categorías: Permiso de residencia y trabajo, permiso de estudiante, permiso de trabajador transfronterizo y permiso de residencia en régimen comunitario. No se incluyen los supuestos en los que se concede un NIE solo con fines administrativos, pues no dan derecho a un permiso de residencia y por tanto tampoco a una TIE.
El permiso de residencia y trabajo es el resultado de un procedimiento que suele tener lugar en el país de origen, y que consta en la tramitación de la solicitud correspondiente ante la embajada de España (tras culminar exitosamente los trámites llevados a cabo por el futuro empleador), resolución positiva del trámite, obtención del visado correspondiente (actualmente el visado Schengen de residencia) y el comienzo de la residencia y la actividad laboral en España. Se trata del único procedimiento que existía antes de la aplicación del reglamento europeo a principio de los años 2000. Durante el primer mes de estancia, se tramita la tarjeta de residencia.
El Permiso para personas en régimen comunitario se concede a los cónyuges de ciudadanos de la UE/Schengen, y a los menores dependientes de estos (de los que tienen la patria potestad). En principio, la legislación europea exime a los Estados miembros de incluir a familiares de sus propios ciudadanos en el régimen comunitario (una excepción adoptada en su día por el Reino Unido), pero la mayoría de países —España incluido— consideran que los familiares de sus ciudadanos se merecen compartir los mismos derechos, por lo que se incluyen también en este régimen. Esta tarjeta concede a su titular básicamente los mismos derechos que su cónyuge, a saber, residir y trabajar en España, siempre y cuando se mantenga el vínculo familiar. En caso de separación, si el titular de la tarjeta ya está arraigado en España (social y laboralmente), se procede al canje de la tarjeta comunitaria por una de residencia y trabajo.
La tarjeta de estudiante da derecho a residir en España, aunque el derecho a trabajar está limitado a actividades en horario reducido, conocidas como «empleo de estudiante». Estudiantes de carreras avanzadas suelen tener derecho a más horas de trabajo semanales. El permiso de trabajadores transfronterizos es de hecho un permiso de trabajo pero no de residencia, tratándose de residentes de demarcaciones limítrofes con España (en Marruecos, Portugal, Gibraltar y Francia), quienes tras terminar la jornada laboral abandonan el territorio español.
Hasta 2005, España solo expedía un modelo de permiso de residencia, plastificado de color azul, también destinado a los ciudadanos europeos residentes en España. Tras la entrada en vigor de la tarjeta de residencia europea en 2005 (conocida como «tarjeta de residencia electrónica»), se dejó de conceder un documento físico a los ciudadanos europeos, quienes a partir de entonces, tras registrarse y obtener su número de extranjero, se identificarían con la documentación de su país de origen. En lugar de una tarjeta, reciben un certificado de registro, que originalmente se expedía en tamaño DIN A4, pero siendo un documento necesario para una multitud de trámites, su engorroso formato suscitaba quejas, resultando un par de años después en el actual certificado de registro, de las mismas características pero en tamaño carné. Es reconocido por su color verde y los patrones dibujados en el fondo.
La tarjeta europea, sin embargo, solo se concedía a personas con el permiso de trabajo y residencia, manteniendo los titulares de permisos de las otras tres categorías la tarjeta plastificada. Ello se debía a la peculiaridad de cada uno de estos supuestos, considerado el uno un derecho inherente (régimen comunitario), el otro una condición especial (visado de estudiante) y el tercero un permiso sin derecho a la residencia. Al principio se trataba de la misma tarjeta azul, aunque más adelante se cambió el color del permiso de régimen comunitario en rosado. Por su parte, a los refugiados cuya solicitud de residencia fue resuelta favorablemente se les concedía la tarjeta europea, ya que la condición de asilo supone un permiso de trabajo y residencia por cinco años.
Debido a la resolución del Consejo Europeo a principios de 2020 de crear un sistema de identificación común tanto para los ciudadanos de la UE como para los residentes de EU/Schengen, la nueva TIE se reparte a todos los residentes, incluidos los de régimen comunitario y estudiantes. Solo mantienen el modelo plastificado los trabajadores transfronterizos, ya que esos no tienen derecho a la residencia. La variante española del nuevo modelo incluye un chip RFID (siendo España de momento uno de pocos países que se ha decantado por la incorporación de este elemento).

## Licencia de conducir
Otro documento de diseño común (tanto para ciudadanos europeos como para residentes) muy utilizado en la Unión Europea es el permiso de conducir europeo. Dicho permiso es concedido a cualquier persona residente de un Estado miembro con licencia local para conducir un vehículo en su territorio.
En principio, esta tarjeta, que también incluye la foto del titular y algunos datos, no se admite como documento identificativo, ni en el caso de los ciudadanos europeos ni en el de los residentes extracomunitarios. Sin embargo, se han dado casos en los que ha sido usado (al menos como medida inmediata o provisional) para la identificación de una persona.